# Vavřinecké lípy
Vavřinecké lípy jsou čtyři památné stromy na území farnosti a města Domažlic. Rostou hned vedle barokního kostela svatého Vavřince v nadmořské výšce 580 m. Podle měření z roku 2004 mají lípy velkolisté (Tilia platyphyllos) obvod kmene 308, 461, 335, 343 cm a výšky stromů 21, 23, 20, 14 m. Stáří stromů bylo v roce 2005 odhadováno na 200 let. Chráněny jsou od roku 2005 pro svůj vzrůst, věk a jako krajinná dominanta.